# 김태진 (1971년)
김태진(金泰振, 1971년 3월 18일 ~ )은 대한민국의 제7대 광주광역시 서구의원이다.

## 학력
- 서강고등학교 졸업
- 조선대학교 경상대학 무역학과 학사 졸업

## 경력
- 사회복지사 1급, 가정폭력전문상담원
- 광주 드림신문 ‘광주의 창’칼럼 연재
- 꿈꾸는자작나무가족카페협동조합 이사
- 사회적기업 카페 홀더 감사
- 겨레사랑청년회 회장
- (사)마을두레 이사
- 동천동 주민자치위원
- 빛고을초등학교 학부모독서회 회장
- 동천마을 휴먼시아 3단지 작은도서관 운영위원장
- 광주광역시 마을행복협의회 위원
- 광주광역시 사회복지공동모금회 모금분과 위원
- 급식봉사단 따뜻한밥상(따밥) 대표
- 사랑의 몰래산타 광주본부 상임대표
- 강아지똥 장난감 도서관 관장
- 2014.07 ~ 2018.06 제7대 광주광역시 서구의회 의원
- 2016.07 ~ 2018.06 제7대 광주광역시 서구의회 후반기 의회운영위원회 위원
- 2016.07 ~ 2018.06 제7대 광주광역시 서구의회 후반기 사회도시위원회 위원
- 2016.07 ~ 2018.06 제7대 광주광역시 서구의회 후반기 예산결산특별위원회 위원장
- 2018.07 ~ 2022.06 제8대 광주광역시 서구의회 의원
- 2022.07 ~ 제9대 광주광역시 서구의회 의원
  - 제9대 광주광역시 서구의회 전반기 사회도시위원회 위원

## 역대 선거 결과
|  | 17.77% |

|  | 13.98% |

|  | 24.30% |